# Equipo femenino de gimnasia artística de Reino Unido
El equipo femenino de gimnasia artística de Reino Unido representa a Reino Unido en las competiciones internacionales de la FIG. Después de ganar la medalla de bronce en los Juegos Olímpicos de 1928, el equipo británico se ha posicionado consistentemente bien en la gimnasia artística moderna del siglo XXI. En octubre de 2015, ganaron su primera medalla mundial por equipos, llevándose a casa una medalla de bronce.

## Historia
Gran Bretaña ha participado en la competición por equipos femeninos de los Juegos Olímpicos 11 veces. Ha ganado una medalla, un bronce en 1928. [2] El equipo también ha hecho 22 apariciones en el Campeonato Mundial de Gimnasia Artística .

## Equipo actual
| Nombre             | Fecha de nacimiento (edad)         | Lugar de nacimiento       |
| ------------------ | ---------------------------------- | ------------------------- |
| Ondine Achampong   | 10 de febrero de 2004 (17 años)    | Kings Langley, Inglaterra |
| Becky Downie       | 24 de enero de 1992 (29 años)      | Nottingham, Inglaterra    |
| Ellie Downie       | 20 de julio de 1999 (21 años)      | Nottingham, Inglaterra    |
| Georgia-Mae Fenton | 2 de noviembre de 2000 (20 años)   | Gravesend, Inglaterra     |
| Claudia Fragapane  | 24 de octubre de 1997 (23 años)    | Bristol, Inglaterra       |
| Jennifer Gadirova  | 3 de octubre de 2004 (16 años)     | Dublín, Irlanda           |
| Jessica Gadirova   | 3 de octubre de 2004 (16 años)     | Dublín, Irlanda           |
| Phoebe Jakubczyk   | 26 de agosto de 2003 (17 años)     | Bristol, Inglaterra       |
| Taeja James        | 15 de octubre de 2002 (18 años)    | Nottingham, Inglaterra    |
| Alice Kinsella     | 13 de marzo de 2001 (20 años)      | Essex, Inglaterra         |
| Amelie Morgan      | 31 de mayo de 2003 (17 años)       | Wexham, Inglaterra        |
| Kelly Simm         | 23 de abril de 1995 (26 años)      | Southampton, Inglaterra   |
| Lucy Stanhope      | 19 de septiembre de 2001 (19 años) | Warrington, Inglaterra    |
| Emily Thomas       | 25 de febrero de 2001 (20 años)    | Bridgend, Gales           |

## Participaciones

### Juegos Olímpicos
- 1928 - 
Annie Broadbent, Lucy Desmond , Margaret Hartley, Amy Jagger, Isabel Judd, Jessie Kite, Marjorie Moreman, Edith Pickles, Ethel Seymour, Ada Smith, Hilda Smith, Doris Woods
- 1936 - 8°
Doris Blake, Brenda Crowe, Edna Gross, Clarice Hanson, Mary Heaton, Mary Kelly, Lilian Ridgewell, Marion Wharton
- 1948 - 9°
Joan Airey, Cissy Davies, Pat Evans, Dorothy Hey, Irene Hirst, Pat Hirst, Audrey Rennard, Dorothy Smith
- 1952 - 16°
Cissy Davies, Irene Hirst, Pat Hirst, Gwynedd Lewis-Lingard, Margo Morgan, Valerie Mullins, Marjorie Raistrick-Carter, Margaret Thomas-Neale
- 1956 - no participó
- 1960 - 17°
Gwynedd Lewis-Lingard, Pat Perks, Jill Pollard, Marjorie Raistrick-Carter, Dorothy Summers, Margaret Thomas-Neale
- 1964 - no participó
- 1968 - no participó
- 1972 - 18°
Barbara Alred, Pamela Hopkins, Pamela Hutchinson, Avril Lennox, Yvonne Mugridge, Elaine Willett
- 1976 - no participó
- 1980 - no participó
- 1984 - 7°
Natalie Davies, Amanda Harrison, Sally Larner, Hayley Price, Kathleen Williams y Lisa Young
- 1988 - no participó
- 1992 - no participó
- 1996 - no participó
- 2000 - 10°
Kelly Hackman, Lisa Mason, Sharna Murray, Annika Reeder, Paula Thomas, Emma Williams
- 2004 - 11°
Cherrelle Fennell, Vanessa Hobbs, Katy Lennon, Elizabeth Line, Beth Tweddle, Nicola Willis
- 2008 - 9°
Imogen Cairns, Becky Downie, Marissa King, Beth Tweddle, Hannah Whelan, Rebecca Wing
- 2012 - 6°
Imogen Cairns, Jennifer Pinches, Rebecca Tunney, Beth Tweddle, Hannah Whelan
- 2016 - 5°
Ellie Downie, Rebecca Downie, Claudia Fragapane, Ruby Harrold, Amy Tinkler

### Campeonatos del mundo
- 1934 - no participó
- 1938 - no participó
- 1950 - no participó
- 1954 - no participó
- 1958 - no participó
- 1962 - no participó
- 1966 - 17°
Margaret Bell, Rita Francis, Marie Gough, Diana Lodge, Linda Parkin, Mary Prestidge
- 1970 - 19°
Barbara Alred, Pamela Hopkins, Pamela Hutchinson, Susan Lowther, Yvonne Mugridge, Maureen Potts
- 1974 - 17°
- 1978 - 16°
- 1979 - 16°
Susan Cheesebrough, Sally Crabtree, Suzanne Dando, Mandy Gornall, Denise Jones, Kathleen Williams
- 1981 - 12°
Mandy Gornall, Denise Jones, Hayley Price, Cheryl Weatherstone, Kathleen Williams y Lisa Young
- 1983 - 17°
Jackie Bevan, Natalie Davies, Amanda Harrison, Hayley Price, Kathleen Williams y Lisa Young
- 1985 - 16°
Lisa Elliott, Sally Larner, Jackie McCarthy, Stephanie Micklam, Hayley Price, Lisa Young
- 1987 - 17°
Catherine Bain, Lisa Elliott, Lisa Grayson, Karen Hargate, Karen Kennedy, Joanna Prescott
- 1989 - 15°
Lisa Elliott, Lisa Grayson, Lorna Mainwaring, Sarah Mercer, Joanna Prescott, Louise Redding
- 1991 - 17°
Jackie Brady, Sarah Mercer, Louise Redding, Rowena Roberts, Laura Timmins, Natasha Whitehead
- 1994 - 12°
Anna-Liese Acklam, Gemma Cuff, Gabby Fuchs, Andrea Leman, Zita Lusack, Annika Reeder, Karin Szymko
- 1995 - 18°
Gemma Cuff, Gabby Fuchs, Michaela Knox, Sonia Lawrence, Zita Lusack, Annika Reeder, Karin Szymko
- 1997 - 13°
Jenny Cox, Gemma Cuff, Sonia Lawrence, Jannie Mortimer, Sharna Murray, Annika Reeder
- 1999 - 11°
Rochelle Douglas, Natalie Lucitt, Lisa Mason, Holly Murdock, Sharna Murray, Annika Reeder
- 2001 - 9°
Holly Murdock, Beth Tweddle, Melissa Wilcox, Emma Williams, Nicola Willis
- 2003 - noveno lugar
Amy Dodsley, Cherrelle Fennell, Vanessa Hobbs, Elizabeth Line, Rebecca Mason y Beth Tweddle
- 2006 - 11°
Olivia Bryl, Lynette Lisle, Leigh Rogers, Beth Tweddle, Emma White, Aisling Williams
- 2007 - 7°
Hannah Clowes, Becky Downie, Marissa King, Beth Tweddle, Aisling Williams, Rebecca Wing
- 2010 - 7°
Imogen Cairns, Becky Downie, Nicole Hibbert, Beth Tweddle, Hannah Whelan
- 2011 - 5°
Imogen Cairns, Becky Downie, Danusia Francis, Jennifer Pinches, Beth Tweddle, Hannah Whelan
- 2014 - 6°
Becky Downie, Claudia Fragapane, Ruby Harrold, Gabrielle Jupp, Kelly Simm, Hannah Whelan
- 2015 - 
Becky Downie, Ellie Downie, Claudia Fragapane, Ruby Harrold, Kelly Simm, Amy Tinkler, Charlie Fellows
- 2018 - 9°
Becky Downie, Ellie Downie, Georgia-Mae Fenton, Alice Kinsella, Kelly Simm
- 2019 - 6°
Becky Downie, Ellie Downie, Georgia-Mae Fenton, Taeja James, Alice Kinsella

### Campeonatos del mundo juveniles
- 2019 - 6°
Jennifer Gadirova, Jessica Gadirova y Alia Leat

## Estadísticas

### Más ganadoras
Esta lista incluye a todas las gimnastas artísticas británicas que han ganado una medalla en los Juegos Olímpicos o en el Campeonato Mundial de Gimnasia Artística.
| Pos. | Gimnasta          | Equipo | AA | SC   | BA                             | VE | SL   | Total en Olímpicos | Total en el Mundo | Total |
| ---- | ----------------- | ------ | -- | ---- | ------------------------------ | -- | ---- | ------------------ | ----------------- | ----- |
| 1    | Beth Tweddle      |        |    |      | 2003 2005 · 2006 · 2010 · 2012 |    | 2009 | 1                  | 5                 | 6     |
| 2    | Becky Downie      | 2015 - |    |      | 2019                           |    |      | 0                  | 2                 | 2     |
| 3    | Ellie Downie      | 2015 - |    | 2019 |                                |    |      | 0                  | 2                 | 2     |
| 3    | Claudia Fragapane | 2015 - |    |      |                                |    | 2017 | 0                  | 2                 | 2     |
| 3    | Amy Tinkler       | 2015 - |    |      |                                |    | 2016 | 1                  | 1                 | 2     |
| 6    | Annie Broadbent   | 1928 - |    |      |                                |    |      | 1                  | 0                 | 1     |
| 6    | Lucy Desmond      | 1928 - |    |      |                                |    |      | 1                  | 0                 | 1     |
| 6    | Margaret Hartley  | 1928 - |    |      |                                |    |      | 1                  | 0                 | 1     |
| 6    | Ruby Harrold      | 2015 - |    |      |                                |    |      | 0                  | 1                 | 1     |
| 6    | Amy Jagger        | 1928 - |    |      |                                |    |      | 1                  | 0                 | 1     |
| 6    | Isabel Judd       | 1928 - |    |      |                                |    |      | 1                  | 0                 | 1     |
| 6    | Jessie Kite       | 1928 - |    |      |                                |    |      | 1                  | 0                 | 1     |
| 6    | Marjorie Moreman  | 1928 - |    |      |                                |    |      | 1                  | 0                 | 1     |
| 6    | Edith Pickles     | 1928 - |    |      |                                |    |      | 1                  | 0                 | 1     |
| 6    | Ethel Seymour     | 1928 - |    |      |                                |    |      | 1                  | 0                 | 1     |
| 6    | Kelly Simm        | 2015 - |    |      |                                |    |      | 0                  | 1                 | 1     |
| 6    | Ada Smith         | 1928 - |    |      |                                |    |      | 1                  | 0                 | 1     |
| 6    | Hilda Smith       | 1928 - |    |      |                                |    |      | 1                  | 0                 | 1     |
| 6    | Doris Woods       | 1928 - |    |      |                                |    |      | 1                  | 0                 | 1     |